# Super Bowl III
Super Bowl III je bio utakmica između pobjednika NFL lige Baltimore Coltsa i pobjednika AFL lige New York Jetsa na kraju sezone 1968. godine, a završila je pobjedom Jetsa rezultatom 16:7, koji su tako postali prva AFL momčad koja je osvojila Super Bowl. 
Utakmica je po drugi put zaredom odigrana na stadionu Miami Orange Bowl u Miamiju, u Floridi.

## Tijek utakmice
| Četvrtina | Vrijeme | Momčad | Informacija o promjeni rezultata                                          | Rezultat | Rezultat |
| Četvrtina | Vrijeme | Momčad | Informacija o promjeni rezultata                                          | Colts    | Jets     |
| --------- | ------- | ------ | ------------------------------------------------------------------------- | -------- | -------- |
| 2         | 9:03    | NYJ    | touchdown probijanjem (Snell), uspješan pokušaj za dodatni poen (Turner)  | 0        | 7        |
| 3         | 10:08   | NYJ    | field goal (Turner)                                                       | 0        | 10       |
| 3         | 3:58    | NYJ    | field goal (Turner)                                                       | 0        | 13       |
| 4         | 13:26   | KC     | field goal (Turner)                                                       | 0        | 16       |
| 4         | 3:19    | BAL    | touchdown probijanjem (Hill), uspješan pokušaj za dodatni poen (Michaels) | 7        | 16       |

## Statistika utakmice

### Statistika po momčadima
| Statistika                                                      | Baltimore Colts | New York Jets |
| --------------------------------------------------------------- | --------------- | ------------- |
| Prvih pokušaja                                                  | 18              | 21            |
| Ukupno osvojenih jardi                                          | 324             | 337           |
| Broj napada probijanjem                                         | 23              | 43            |
| Ukupno jardi osvojenih probijanjem                              | 143             | 142           |
| Broj napada s kompletiranim dodavanjem/ukupno napada dodavanjem | 17/41           | 17/29         |
| Ukupno jardi osvojenih dodavanjem                               | 181             | 195           |
| Izgubljenih lopti                                               | 5               | 1             |
| Prekršaji (izgubljenih jardi)                                   | 3 (23)          | 5 (28)        |
| Vrijeme posjeda lopte (min:s)                                   | 23:50           | 36:10         |

### Statistika po igračima

#### Najviše jardi dodavanja
| Quarterback         | Dodavanja* | Yds** | TD*** | Int**** |
| ------------------- | ---------- | ----- | ----- | ------- |
| Johnny Unitas (BAL) | 11/24      | 110   | 0     | 1       |
| Joe Namath (NYJ)    | 17/28      | 206   | 0     | 0       |

#### Najviše jardi probijanja
| Igrač            | Pokušaja* | Yds** | TD*** |
| ---------------- | --------- | ----- | ----- |
| Tom Matte (BAL)  | 11        | 116   | 0     |
| Matt Snell (NYJ) | 30        | 121   | 1     |

#### Najviše uhvaćenih jardi dodavanja
| Igrač                   | Dodavanja* | Yds** | TD*** |
| ----------------------- | ---------- | ----- | ----- |
| Willie Richardson (BAL) | 6/15       | 58    | 0     |
| George Sauer, Jr. (NYJ) | 8/12       | 133   | 0     |

Napomena: * - broj kompletiranih dodavanja/ukupno dodavanja, ** - ukupno jardi dodavanja, *** - broj touchdownova (polaganja), **** - broj izgubljenih lopti